# كريس بوردمان
كريس بوردمان (بالإنجليزية: Chris Boardman) مواليد 26 أغسطس 1968 في مرزيسايد، إنجلترا، هو دراج إنجليزي في صنف سباق الدراجات على الطريق وعلى المضمار. شارك في دورة الألعاب الأولمبية الصيفية وفاز بميدالية أولمبية.

## سجل النتائج

### سباقات أو مراحل فاز بها
- طواف فرنسا
- بطولة العالم لسباق الدراجات على الطريق
- طواف سويسرا

## الميداليات
| الميدالية | المسابقة                       |
| --------- | ------------------------------ |
| برونزية   | دورة ألعاب الكومنولث 1986      |
| برونزية   | دورة ألعاب الكومنولث 1990      |
| برونزية   | دورة ألعاب الكومنولث 1990      |
| ذهبية     | الألعاب الأولمبية الصيفية 1992 |
| برونزية   | الألعاب الأولمبية الصيفية 1996 |

## وصلات خارجية
- الموقع الرسمي

## روابط خارجية
- كريس بوردمان على موقع أرشيف الدراجات (الإنجليزية)
- كريس بوردمان على موقع إحصائيات الدراجات الإحترافية (الإنجليزية)
- كريس بوردمان على موقع CycleBase (الإنجليزية)
- كريس بوردمان على موقع أوليمبيديا (الإنجليزية)
- كريس بوردمان على موقع اللجنة الأولمبية البريطانية (الإنجليزية)